# ТЕС Colombo Ariranha I, II
21°12′56″ пд. ш. 48°50′21″ зх. д. / 21.21556° пд. ш. 48.83917° зх. д.
ТЕС Colombo Ariranha I, II — теплова електростанція у бразильському штаті Сан-Паулу, якою доповнили завод з виробництва цукру та етанолу Usina Colombo.
Під час роботи заводу продукується великий обсяг багаси – жомі цукрової тростини. Її спалюють шести котлах виробництва Equipqlcool загальною продуктивністю 880 тон пари на годину (два модернізовані з показниками 60 та 70 тон, два продуктивністю по 150 тон, один продуктивністю 200 тон та один з показником 250 тон на годину).
Зазначене котельне господарство живить, зокрема, парові турбіни. Перші дві з них мали потужність лише 2,5 МВт та 8 МВт. У 1999-му та 2002-му додали дві турбіни від південноафриканської компанії TGM з показниками 15 МВт та 40 МВт. А у 2010-му стала до ладу п’ята турбіна потужністю 40 МВт. Разом вони мають назву ТЕС Colombo Ariranha I, II.
В 2015-му почалась експлуатація ще однієї парової турбіни потужністю 40 МВт, яка рахується як ТЕС Colombo Ariranha II.
Надлишкова електроенергія постачається зовнішнім споживачам по ЛЕП, розрахованій на роботу під напругою 138 кВ.